# Nino Springolo

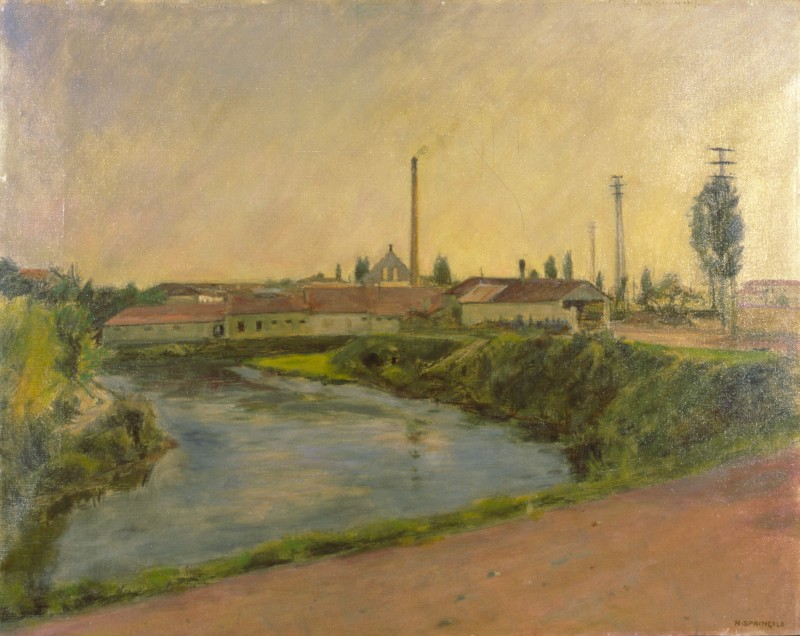
Il fiume al sobborgo, 1950 ca.
Fondazione Cariplo

Nino Springolo (Treviso, 1º marzo 1886 – Treviso, 21 gennaio 1975) è stato un pittore italiano.

## Biografia
Agostino Springolo, detto "Nino", nacque a Treviso da Davide e Giovanna Comisso (era cugino dello scrittore Giovanni Comisso). La famiglia apparteneva alla borghesia agiata essendo il padre un commerciante di tessuti di successo, noto anche oltre i confini trevigiani. Era il primo di quattro figli, e insieme al secondogenito Giovanni fu educato secondo i rigidi canoni della borghesia veneta, nel rispetto di regole che venivano considerate dai più tanto severe quanto antiche, mentre il fratello e la sorella minori ricevettero un'educazione più adeguata al loro tempo e per questo più tollerante e meno formale.
Nino frequentò gli studi classici (suo insegnante al liceo fu Augusto Serena), al termine dei quali sarebbe stato destinato a dirigere l'impresa della famiglia.
Tuttavia si sviluppò in lui una forte inclinazione verso l'arte ed in particolare la pittura, grazie anche alle frequentazioni in famiglia di Antonio Beni e Pasquale Spadotto, e nel Maggio 1906 mentre la famiglia era a tavola per il pranzo quando Davide gli disse: «Sento da tua madre, delle tue intenzioni dopo gli Studi Classici. Desidero parlarne», Nino rispose: «Sì, voglio dipingere». Davide continuò con tono di voce più severa: «Beh, questa poi. Dipingere? Chi ti ha messo in testa questa idea?» chiamò cercando la moglie con lo sguardo alzando ancor di più il tono della voce perché potesse sentirlo in cucina attraverso il tinello. «Hai sentito tuo figlio?». Da affettuosa madre ed attenta moglie solo quando interpellata intervenne, in quel dialetto veneto che faceva apparire meno gravi anche le cose che lo erano: «No stemo dramatizzar e se robe da fioi, cossa votu, anca a fia de Carlesso a voi far a baerina». 
Da questo episodio cominciò l'ascesa del pittore trevigiano che durò per quasi 70 anni.
Giunto a Venezia nel 1907 alla conclusione degli studi classici sostenuti a Treviso, frequenta l'atelier di Cesare Laurenti e stringe amicizia con Guido Cadorin e Angelo Spricigo.
Nel 1908 espone alcuni disegni alla I Mostra di Ca' Pesaro, quindi parte per Monaco dove segue per un anno i corsi accademici di Hugo von Haberman e studia le opere dei pittori olandesi e fiamminghi conservate all'Alte Pinakothek. 
Di ritorno a Venezia nel 1910, si dedica in prevalenza alla narrazione pittorica delle prospettive lagunari e dei panorami della campagna trevigiana (nel primo dopoguerra si trasferisce ad Onè di Fonte, presso Asolo), iniziando una duratura vicenda espositiva che vede le sue opere spesso presenti alle mostre di Ca' Pesaro (nel 1923 con una selezione di dipinti curata dall'amico Gino Rossi), alle Biennali veneziane (tra il 1924 ed il 1950) e alle Quadriennali romane (1931-1952). 
Lontana dalla magniloquenza novecentista e condotta da intenti di ricerca luministica, la sua pittura denuncia inizialmente influenze divisioniste, per poi orientarsi verso i modi cézanniani conosciuti alla Biennale del 1920 e approfonditi durante un soggiorno parigino nel 1928.
Nel corso del Fascismo si avvicinò progressivamente al PNF, sotto l'influenza del suo maestro Pasquale Spadotto, ricevendo commissioni da numerosi notabili veneti e stringendo un forte legame con Camillo Favaretto, con cui partecipò ad alcune mostre.